# Cachinche-Stausee
Der Cachinche-Stausee (spanisch Embalse de Cachinche) ist ein Stausee in Venezuela.
Er befindet sich etwa 20 Kilometer (Luftlinie) östlich von der Bezirkshauptstadt Tinaquillo im nördlichen Teil des Bundesstaats Cojedes.
Der See hat stark zerklüftete Buchten. Er liegt auf fast 400 m Höhe über dem Meeresspiegel. Sein Wasser ist warm, um 30 °C. In Ost-West-Richtung ist der See mehr als 5 km lang, in Nord-Süd-Richtung ist er fast 3 km breit.
Im See gibt es kleine Inseln. Es wird Fischfang betrieben.
Von folgenden Fischarten wird berichtet: Geophagus, Crenicichla, C. kraussii und Salmler.